# Forrest Wheeler
Pour les articles homonymes, voir Wheeler.
Forrest Wheeler, né le 21 mars 2004, est un acteur américain, connu notamment pour le rôle d'Emery Huang dans la sitcom Bienvenue chez les Huang.

## Filmographie

### Cinéma

#### Longs métrages
- 2013 : L'Incroyable Burt Wonderstone : Cambodian Boy
- 2014 : Such Good People : Kuenlay

#### Courts métrages
- 2016 : Power Play : Billy
- 2016 : Hospital Head Doctor : Un résident

### Télévision

#### Séries télévisées
- 2013 : Mortal Kombat: Legacy : Kuai Liang (enfant) (2 épisodes)
- 2014 : New Girl : un enfant
- depuis 2015 : Bienvenue chez les Huang : Emery Huang